# Slawizacja
Slawizacja − proces przyswajania (lub narzucania) języka lub kultury słowiańskiej.
Przykładem slawizacji jest zmiana składu etnicznego na Bałkanach po dotarciu tam Słowian (V-VII wieku). Wiele zamieszkujących te terytoria plemion, nie spokrewnionych bliżej ze Słowianami (np. Trakowie), przyjęło język słowiański jako własny, zaakceptowało także słowiańskie wierzenia i obyczaje, pozostawiając jednak po sobie pewne ślady, bądź to w języku (np. pewna liczba słów nieznanego, a w każdym razie nie słowiańskiego pochodzenia w języku bułgarskim), bądź w tradycyjnych zwyczajach (np. nestinarstwo, znany w Bułgarii obrzęd chodzenia boso po rozpalonych węglach, co uważa się za pozostałość starożytnych kultów pogańskich).
Slawizacja, podobnie jak i inne procesy asymilacyjne zachodzi w sytuacji, gdy element słowiański zaczyna wyraźnie dominować w danej społeczności, zaś przyjęcie języka słowiańskiego wiąże się z podniesieniem własnego prestiżu, statusu społecznego, itp. Współcześnie slawizacja zachodzi np. wśród niewielkich liczebnie narodów Syberii, które przyjmując za własny język rosyjski, oficjalny język państwa, przejmują także rosyjski tryb życia, rezygnując przy tym dość często z własnych, wielowiekowych tradycji, które uważane są za niższe i gorsze.